# Knud Lynge
Knud Lynge (født 10. februar 1934 i Skovlunde) er en tidligere dansk cykelrytter
der kørte professionelt 1957-1961.
Som amatør kørte Lynge for den københavnske cykelklub KCK-Herlev.
Lynge vandt sammen med italieneren Ferdinando Terruzzi Seksdagesløbet i Aarhus 1959 foran Kay Werner Nielsen og Palle Lykke.